# Noel Stookey

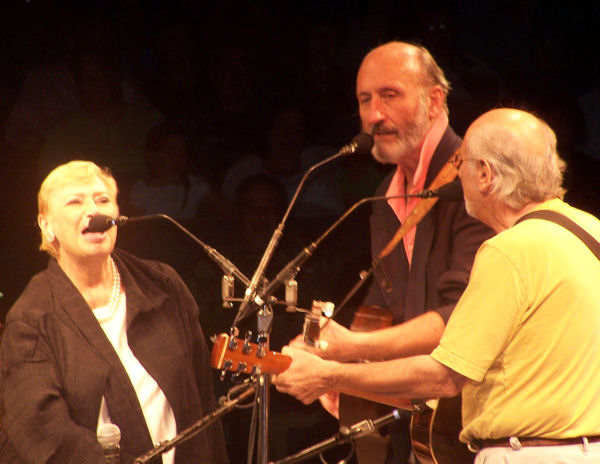
Peter, Paul and Mary: Noel Stookey in der Mitte (2006)

Noel „Paul“ Stookey (* 30. Dezember 1937 in Baltimore) ist ein US-amerikanischer Sänger, der als „Paul“ der Folk-Gruppe Peter, Paul and Mary bekannt wurde. Die beiden anderen Mitglieder des Trios waren Peter Yarrow und Mary Travers, die bereits verstorben sind. 

## Soloprojekte
Nach der (vorläufigen) Auflösung der Gruppe 1970 war er als Solo-Musiker aktiv. Am bekanntesten ist The Wedding Song (There is Love), den er für die Hochzeit von Peter Yarrow schrieb. Die Texte seiner Lieder handeln meist von christlichen und sozialen Themen.
Stookey ist verheiratet und lebt mit seiner Frau Betty in Maine.